# (4621) Tambov
(4621) Tambov (1979 QE10) – planetoida z pasa głównego asteroid okrążająca Słońce w ciągu 3,69 lat w średniej odległości 2,39 j.a. Odkryta 27 sierpnia 1979 roku.